# Comarca do Porto
A comarca do Porto é uma comarca integrada na divisão judiciária de Portugal. Tem sede no Porto.
A comarca abrange uma área de 1 001 km² e tem como população residente 1 366 025 habitantes (2011).
Integram a comarca do Porto os seguintes municípios:
- Gondomar
- Maia
- Matosinhos
- Porto
- Póvoa de Varzim
- Santo Tirso
- Trofa
- Valongo
- Vila do Conde
- Vila Nova de Gaia

A comarca do Porto integra a área de jurisdição do Tribunal da Relação do Porto.